# S longo

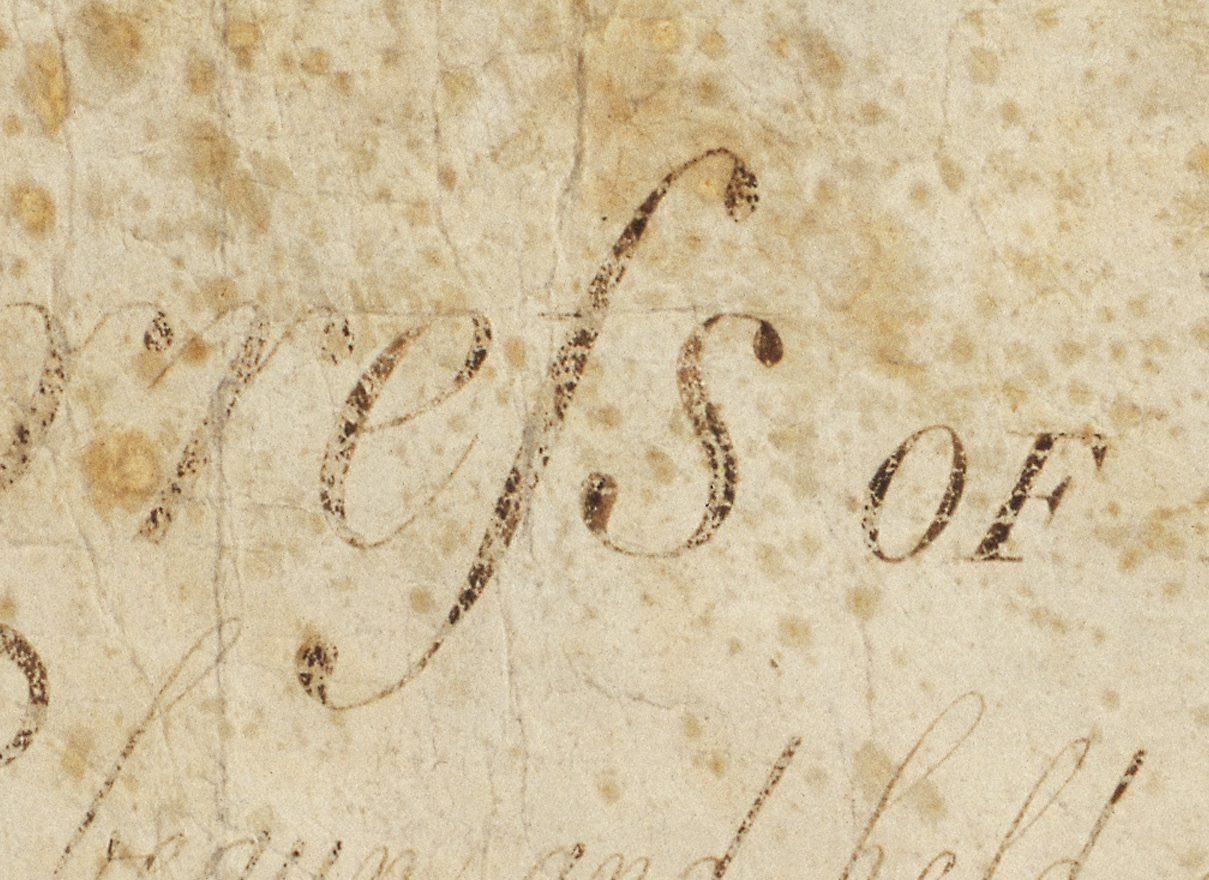
Um s longo em itálico utilizado na palavra 'Congress' na Declaração dos Direitos dos Estados Unidos da América.

O s longo (ſ) é uma forma do "s" minúsculo, originalmente utilizado onde o "s" ocorria no meio ou no começo de uma palavra como, por exemplo, ſonoroſos ("sonorosos"), sendo substituído pelo s curto em casos especiais, como na combinação "sf", por exemplo, em "ſatisfacção". A representação em letra de imprensa do "s" como conhecida atualmente era chamada de "s curto". Para um leitor contemporâneo sem intimidade com a paleografia o s longo é facilmente confundido com as letras f, j ou z em formato cursivo.

## História

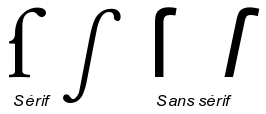
S longo em serif e em sans-serif

O "s" longo é derivado da antiga letra cursiva medieval romana que era muito semelhante a um "sinal de visto" (✓) alongado. Quando a distinção entre maiúsculas e minúsculas foi estabelecida no final do século VIII, ele desenvolveu uma forma mais vertical. Nesse período, o s longo era ocasionalmente utilizado no final de palavras, uma prática logo abandonada, mas ocasionalmente reavivada nas publicações italianas entre 1465 e 1480 (aproximadamente). Foi utilizado pela imprensa portuguesa até 1800.

## Uso moderno

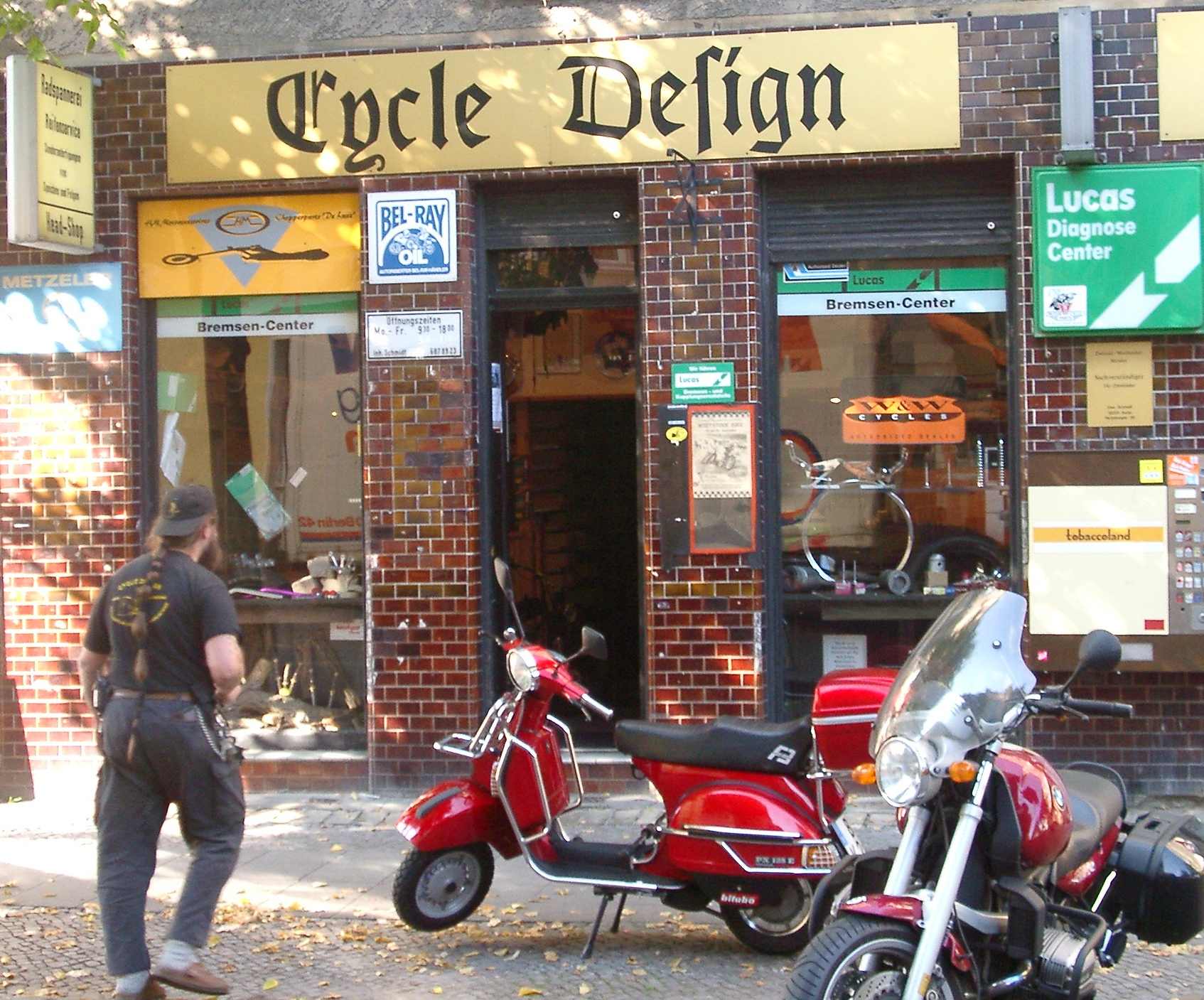
S longo em Berlim, 2002. Na placa está escrito "Cycle Design".

O "s" longo permanece ainda hoje, em sua forma alongada, como o símbolo integral ∫ utilizada no Cálculo; Gottfried Wilhelm von Leibniz baseou esse símbolo na palavra latina summa (soma), que era escrita como ſumma. Tal uso aparece pela primeira vez no artigo De Geometria, publicado no Acta Eruditorum de julho de 1686, embora tenha sido utilizado em manuscritos particulares desde, pelo menos, 1675.
Em linguística um glifo similar (ʃ) (chamado "esh") é utilizado no  Alfabeto Fonético Internacional.
O s longo é representado em Unicode pelo sinal U+017F, e pode ser represetnado em HTML como &#x17F; ou &#383;.